# Црква Светог Георгија на Равној гори
Црква Светог Георгија на Равној гори, налази се у оквиру спомен-комплекса Равна гора и припада Епархији ваљевској Српске православне цркве.
Црква је посвећена Светом великомученику Георгију, заштитнику ратника, уједно је посвећена и свим Србима изгинулим у Другом светском рату, од 1941. до 1945. године, подигнута је према пројекту архитекте др Предрага Пеђе Ристића.
Камен темељац за ову цркву освештан је и положен маја 1995. године, а радови су почели 1996. године. Године 1998. завршени су црква, звонара и капија. Деветог маја те године цркву је освештао епископ шабачко-ваљевски Лаврентије, који је благословио и почетак градње.
Почетком 2017. године, црква је припадала Епархији жичкој. Одлуком Епископа жичког Јустина и људи из Српског покрета обнове дарована је Епархији ваљевској.

## Галерија
- Споменик Драгољубу Дражи Михаловићу надомак цркве